# Anne Mulder
Anne Mulder (Hoogeveen, 14 december 1969) is een Nederlands econoom, veteraan, politicus en bestuurder. Hij is lid van de VVD. Sinds 10 maart 2025 is hij waarnemend burgemeester van Halderberge. 

## Biografie
Mulder studeerde staatkundige economie aan de Erasmus Universiteit Rotterdam en deels aan de Universiteit Stellenbosch. Hij werkte als inspecteur van de Inspectie der Rijksfinanciën op het ministerie van Financiën (1996-2000), als beleidsmedewerker bij de VVD-Tweede Kamerfractie (2000-2004) en als beleidsadviseur van de Bureau Secretaris-Generaal op het ministerie van Binnenlandse Zaken en Koninkrijksrelaties (2004-2005).
Mulder was lid van de Haagse gemeenteraad voor de VVD van 2002 tot 2010 (waarvan vier jaar als fractievoorzitter) en werkte als adviseur public affairs (2005-2010) bij het Haags adviesbureau, Pauw Sanders Zeilstra Van Spaendonck. Mulder diende als 'blauwhelm' bij de VN-vredesmacht in Bosnië, DUTCHBAT III. In 2010 schreef hij het boek Gekozen en nu...?, waarin hij raadsleden op weg helpt bij het onder de knie krijgen van het vak van raadslid.
Van 17 juni 2010 tot september 2020 was Mulder lid van de Tweede Kamer voor de VVD. Hij was onder meer woordvoerder curatieve zorg en zorgverzekeringswet (VWS). Vanaf april 2014 was hij woordvoerder Sociale Zaken en Werkgelegenheid (SZW). Mulder hield zich bezig met onder meer flexibilisering van de arbeidsmarkt, zzp'ers (zelfstandigen zonder personeel), cao's en inkomensbeleid.
Vanaf 2016 was Mulder woordvoerder Europese zaken. Met Pieter Omtzigt van het CDA en Kees Verhoeven van D66 was hij rapporteur van de Tweede Kamer over de Brexit. Hij was namens de VVD-fractie lid van de op 16 april 2013 ingestelde Parlementaire enquêtecommissie Woningcorporaties, die onderzoek deed naar de opzet en het functioneren van het stelsel van woningcorporaties. Ook was hij lid van het Nationaal Comité Veteranendag.
Mulder werd op 13 augustus 2020 voorgedragen als wethouder van Den Haag als opvolger van de naar Staatsbosbeheer vertrekkende Boudewijn Revis. In september 2020 verliet Anne Mulder inderdaad de Tweede Kamer om er wethouder van financiën, stadsontwikkeling en stadsdeel Scheveningen te worden. Op 16 september 2020 werd hij als zodanig geïnstalleerd.
Bij zijn afscheid van de Kamer werd Mulder op 24 september 2020 benoemd tot Ridder in de Orde van Oranje-Nassau. Vanaf 27 september 2022 had hij mobiliteit, buitenruimte en Scheveningen in zijn portefeuille. Op 29 juni 2023 diende hij per direct zijn ontslag in als wethouder van Den Haag. Op 10 maart 2025 werd hij waarnemend burgemeester van Halderberge. De waarneming loop door tot na de gemeenteraadsverkiezingen op 18 maart 2026 en eindigt als een nieuwe burgemeester is benoemd.
Mulder kreeg in Halderberge bestuur & burgerzaken en veiligheid in zijn portefeuille. Hij werd samen met wethouder Malfait verantwoordelijk voor het project Basisnet Spoor en vertegenwoordigt Halderberge bij de Veiligheidsregio Midden- en West-Brabant en het Zorg- en veiligheidshuis. Daarnaast werd hij secretaris van de Stichting Nationale Kinderherdenking, bestuurslid van het Thorbeckefonds en gastspreker bij het Nederlands Veteraneninstituut en het Herinneringscentrum Kamp Westerbork.
- Parlement.com: vif4b89nsoy6